# Conakrya wolffi
Conakrya wolffi is een spinnensoort in de taxonomische indeling van de kraamwebspinnen (Pisauridae).
Het dier behoort tot het geslacht Conakrya. De wetenschappelijke naam van de soort werd voor het eerst geldig gepubliceerd in 1956 door Joachim Schmidt.